# لاسلو کگلوویچ

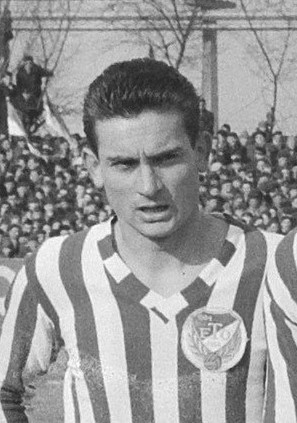
لاسلو کگلوویچ - ۱۹۶۵

لاسلو کگلوویچ (مجاری: László Keglovich؛ زادهٔ ۴ فوریهٔ ۱۹۴۰) بازیکن فوتبال اهل مجارستان بود.
از باشگاه‌هایی که در آن بازی کرده‌است می‌توان به باشگاه فوتبال دیوری ای‌تی‌او اشاره کرد.
وی به‌همراه تیم ملی فوتبال مجارستان در بازی‌های المپیک تابستانی ۱۹۶۸ به مقام قهرمانی دست پیدا کرده‌است.